# Концерн Бамби
Концерн Бамби а. д. је српско предузеће основано 1967. године. Бави се производњом кондиторских и прехрамбених производа. Најпознатији је по производњи кекса по имену Плазма, односно Лане у остатку света.

## Опште
Првобитно, Бамби је производио 167 тона кондиторских производа уз 37 запослених. Током година, компанија је развила неколико брендова, који укључују плазма кекс, кекс Велнес (Wellness), нек-барове Јуху, крем-табле и чоколаде Бамби, слане грицкалице Још!, посни кекс Златни Пек, млечни кекс Белвит, какао-крем за кување Посластина, бомбоне Бони фазони и друге.
Концерн поседује две фабрике Бамби 1 (Пожаревац 1967) и Бамби 2 (Пожаревац 1986). У Браничеву је постојао Бамби 3, који је 2008. стопљен са двојком.

## Историјат
Бамби, који је основан 1967. године, на иницијативу Петра Тутавца и Момчила Филиповића, почео је као фабрика дечјег кекса, а велику популарност стекао је производњом плазме. Убрзо је отпочета и производња вафла, а 1974. је направљено рекордних 3000 тона посластица. У рад су пуштани нови погони, а расли су број запослених и обим производње. Између 1987. и 1990. годишња производња износила је 6500 тона, а почели су се правити ролери, крекери и бакин колач. Године 2006. Бамби се фузионисао са Банатом из Вршца и створио Концерн Бамби-Банат.
Наредне године је продато рекордних 27.000 тона производа. Продаја се увећала за 16%, а приход достигао 64 милиона евра. Извезено је више од 8.000 тона посластица. Године 2006. Прослављена је и четрдесетогодишњица Бамбија. Године 2008. отпочела је продаја у земљама региона. Наредне године је остварен раст продаје од 9,7%, извоза у ЕУ од 16% и прихода од 13%. Године 2010. остварен је раст продаје од 24,7% и прихода од 23%. Уведено је 75 нових производа. Наредне године, из производа су у потпуности избачене трансмасти и пласирана је 41 нова посластица.
Године 2015, компанија Бамби, заједно са компанијама Имлек и Књаз Милош, добија нове власнике - инвестициони фонд Mid Europa Partners из Лондона, заједно са коинвеститорима.
Недуго затим, 2016. године, и компанија Банат добија новог власника - Swisslion Таково, што доводи до раздвајања од Бамбија и сви производи Баната на своје паковање враћају лого ове компаније, док су за време постојања Концерна Бамби-Банат, имала лого Бамбија.
Coca-Cola HBC је 18. фебруара 2019. објавила уговор у вредности од 260 милиона евра за куповину Бамбија од фонда Mid Europa Partners.

## Сертификати
Према усвојеној Политици квалитета, Бамби тежи испуњавању светских стандарда по питању квалитета и усаглашавању са законским регулативама Европске уније. Тако је Бамби први у Савезној Републици Југославији године 2000. добио сертификат ISO 9001. Године 2002. добијен је HACCP за хигијену. Октобра 2004. добијен је ISO 14001 за систем управљања заштитом животне средине, док је у јесен 2009. добијен HALAL (погодно за муслимане) за преко осамдесет производа. За безбедност хране су децембра 2011. године добијени сертификати ISO 22000 и FSSC 22000. Током година предузеће је добило и OHSAS 18001, EMS 14001 и QMS 9001, док су многи производи означени као погодни за вегетаријанце.
Од награда које додељују разне организације, удружења, сајмови, Бамби су припале: Најбоља комуникација (2007), Бизнис партнер (2008), Најбољи партнер (2008), Највољенији домаћи бренд (2008), Најбоље из Србије (2008, 2012), Компанија број 1 (2009), Иновативна примена нових технологија (2009), Београдски победник (2010) и Мој избор (2010).